# Zizou Bergs
Zizou Bergs (Lommel, 3 juni 1999) is een Belgisch tennisser.

## Loopbaan
In 2017 verloor Bergs de finale van de Astrid Bowl van de Japanner Yuta Shimizu. In 2018 werd hij professioneel tennisser. Hij won twee Futures-toernooien en twee ITF-titels in het enkelspel. Verder won hij ook een titel in het Futures-dubbelspel en twee titels in het ITF-dubbelspel. In oktober 2020 mocht Bergs deelnemen aan het ATP 250-toernooi in Antwerpen dankzij een wildcard. Hij won daar zijn eerste wedstrijd, waarbij hij Albert Ramos Viñolas versloeg, toen de nummer 45 op de ATP-ranglijst. Bergs werd in de volgende ronde verslagen door Karen Chatsjanov, toen nummer 17 van de wereld.
In de eerste helft van 2021 won hij drie toernooien van de ATP Challenger Tour, achtereenvolgens Sint-Petersburg, Rijsel en Almaty. Dit bracht hem op de 242e plaats van de ATP-ranglijst.
Op Roland Garros 2024 haalde hij via het kwalificatietoernooi het hoofdtoernooi, waar hij in de derde ronde verloor van de Bulgaarse toptienspeler Grigor Dimitrov.
Op de Olympische Zomerspelen van Parijs in 2024 werd Bergs in de eerste ronde uitgeschakeld door de Griek Stéfanos Tsitsipás.

## Palmares
| Legenda                       | Legenda               |
| ----------------------------- | --------------------- |
| Grand Slam                    |                       |
| Olympische Spelen             |                       |
| tot 2009                      | vanaf 2009            |
| Tennis Masters Cup            | ATP Finals            |
| ATP Masters Series            | ATP Tour Masters 1000 |
| ATP International Series Gold | ATP Tour 500          |
| ATP International Series      | ATP Tour 250          |

### Enkelspel
| Nr.                  | Datum           | Toernooi     | Ondergrond | Tegenstander in finale | Score       | Details |
| -------------------- | --------------- | ------------ | ---------- | ---------------------- | ----------- | ------- |
| Verloren ATP-finales |                 |              |            |                        |             |         |
| 1.                   | 11 januari 2025 | ATP Auckland | Hardcourt  | Gaël Monfils           | 3-6, 4-6    | Details |
| 2.                   | 15 juni 2025    | ATP Rosmalen | Gras       | Gabriel Diallo         | 5-7, 6-7(8) | Details |